# Adrián González (calciatore 1988)
Adrián González Morales (Madrid, 25 maggio 1988) è un allenatore di calcio ed ex calciatore spagnolo, di ruolo centrocampista, vice allenatore dell'Al-Qadisiya.

## Biografia
È figlio della vecchia gloria del calcio spagnolo Míchel.

## Carriera

### Club
Ha giocato con Real Madrid Castilla, Real Madrid, Celta Vigo, Gimnastic, Getafe e Racing Santander. Nel luglio del 2012 si è svincolato dalla squadra cantabra, dopo la retrocessione in Segunda División, per incorporarsi nelle file del Rayo Vallecano.

### Nazionale
Ha rappresentato vari livelli della Nazionale spagnola.